# Musica da serial killer
Musica da serial killer è il quarto mixtape del rapper italiano Mondo Marcio, pubblicato il 25 gennaio 2011 dalla Mondo Records.
Il mixtape è stato anticipato dal videoclip del brano Come un italiano, pubblicato il 4 gennaio 2011 sul canale YouTube del rapper.

## Tracce
1. Intro – 0:35
2. Dexter – 4:05
3. Dimmi di cosa hai paura (feat. Michelle Lily) – 3:46
4. Come un italiano – 4:00
5. Conto alla rovescia – 3:46
6. Il grande sogno – 3:15
7. Cos'hai di nuovo? (feat. Ensi, Palla Da Phella) – 3:43
8. Lapsus (Skit) – 0:40
9. Quanta carne (feat. Michelle Lily) – 4:46
10. Cattiva influenza (feat. Fedez) – 3:24
11. Critici (Skit) – 0:35
12. Dai non è il caso (feat. Primo) – 3:17
13. Nessuno ti ama – 6:19
14. Le ragazze – 3:16
15. Easy (feat. Nesli & Danti) – 4:50

## Classifiche
| Classifica (2011) | Posizione massima |
| ----------------- | ----------------- |
| Italia            | 34                |